# ユニオン駅 (ウースター)
ユニオン駅（英語：Union sation）はアメリカ合衆国マサチューセッツ州ウースター ワシントン・スクェア2にある駅。 全米各地を結ぶ旅客鉄道のアムトラックおよびボストンの近郊輸送を担うマサチューセッツ湾交通局 (MBTA) フレイミングハム/ウースター線が乗り入れている。

## 概要
ウスター・ユニオン駅はボストン・アンド・オールバニー鉄道（B＆A）の駅として1835年7月4日に開業。1911年にフランス・ルネッサンス様式の駅舎が完成した。当駅はニューヘイブン鉄道も乗り入れた。この駅舎は1875年に建設された約65メートルの時計塔を持つ旧駅舎を建て替えたもので、マサチューセッツ州で最も美しい建物とされた。内部空間の壮大さはワシントンD.C.にあるユニオン駅と並び評される。メインホールと樺材のベンチ、大理石とテラコッタの仕上げの楕円形のステンドグラスの天窓が特徴である。高さ約53メートルの白い大理石の二つの塔とクリーム色の外観は駅舎の特徴を形作っている。1926年には、列車の振動に起因する構造的不安定性により、元の塔が崩壊した。最盛期には当駅には1日140本の列車が発着した。
20世紀後半、ウースター駅は旅客列車の廃止が相次ぎ荒廃した。1972年に駅舎は閉鎖され、アムトラックはその後、駅の東側に小さな煉瓦造の駅舎を建設し、使用した。駅舎は1980年に国家歴史登録財に登録されたが、1981年までにバレルアーチ型の主待合室が崩壊し、楕円形のステンドグラスの天窓がなくなり、露出した骨組だけが残っていた。内部は落ちた石膏と梁が散らばっていた。
1992年、非営利の250人のユニオン駅アライアンスが結成され、駅の修復のための資金調達のプロセスが開始された。ウスター市とマサチューセッツ州によって形成されたウスター再開発局（WRA）は1994年に駅を購入した。1996年までに修復計画が始まった。1998年、ウスター再開発局（WRA）は3,220万ドルの改装を主導し、開発提案の要求に応えた。
1999年後半までに改装工事が行われ、内部修復が元のものに非常に近く、メインホールのステンドグラスと大理石の床が復元された。塔は再建されたが、現代の鋼材をモールドファイバーグラスで被覆して、元の建材よりも振動と天候の両方に優れ、費用を削減することができた。これらの塔は、オリジナルのように、純粋に装飾的なものである。 本物のレッドオーク、染色されたマホガニートリム、大理石の床が内装で使用され、新しいガラス張りのテラコッタが、破損した外壁タイルを置き換えるために設置された。駅は2000年7月に旅客営業を再開した。駅に隣接する500台の駐車場が2008年7月に700万ドルをかけ建設され、駅舎のウスターセンター通り側にバス停が追加された。駅前のロータリーは2009年に完成した。
駅は現在複合交通施設であり、中長距離バス路線が発着するほか、アムトラックとマサチューセッツ湾交通局フレイミングハム/ウースター線が乗り入れている。駅では無料のWi-Fi回線も利用できる。駅の大ホールはイベントに利用でき、店舗、営業所、レストランも駅舎内にある。2013年5月、駅の南西に建設された新しいウスター・ユニオン駅バスターミナルが完成した。ターミナルビルには、待合室、店舗、ウースター地域交通局の事務所が入居している。建築家はまた、電気を発電する太陽光パネルなどの環境的に持続可能な材料と設計ソリューションを取り入れた。連邦交通局は、1,630万ドルの事業に1,590万ドルを拠出し、残りはマサチューセッツ州が負担した。

## 利用可能な鉄道路線／列車
アムトラックの停車する列車は下記の通り。
シカゴとボストン間の夜行長距離列車レイクショア・リミテッド号…1日1往復停車
※当駅にはシカゴ-ボストン間の編成が停車。シカゴ行きはオールバニ・レンセラー駅にてニューヨーク-シカゴ間の編成と連結される。ボストン行きはオールバニ・レンセラー駅にてシカゴ-ニューヨーク間の編成との切り離しを行う。
マサチューセッツ湾交通局 (MBTA) の停車する列車は下記の通り。 
ボストンとウースター間のフレイミングハム/ウースター線 …ボストン方面 20本/日 出発 (平日) 

## バス
当駅から乗車できるバスは以下の通り。
中長距離バス
グレイハウンド
ピーターパン・バスラインズ
路線バス
ウースター地域交通局 (WRTA) …1系統 、2系統 、3系統 、4系統 、5系統 、6系統 、7系統 、8系統 、9系統 、10系統 、11系統 、14系統 、15系統 、16系統 、19系統 、22系統 、23系統 、24系統 、25系統 、26系統 、27系統 、29系統 、30系統 、31系統 、33系統 、34系統（日曜日のみ） 、42系統 